# Sant Pere de Bigues
Sant Pere és l'església parroquial del poble de Bigues, pertanyent al terme municipal de Bigues i Riells del Fai, al Vallès Oriental. És dalt del Turó, el punt més elevat de l'antic poble dispers de Bigues, ben bé al centre de la seva parròquia. S'hi accedeix per la carretera BV-1484, que enllaça l'actual centre de Bigues, anomenat el Rieral de Bigues, amb el Turó i la Parròquia de Bigues.
Fou consagrada el 1156, pel bisbe de Barcelona Ramon de Torroja, tot i que està documentada des del 1054. El 1059 consta entre les parròquies del terme senyorial de Montbui. Fou el centre d'un terme parroquial que incloïa com a sufragànies seves les esglésies de Sant Bartomeu de Mont-ras, Sant Mateu de Montbui i Sant Vicenç de Riells, tot i que modernament Sant Mateu de Montbui desaparegué com a església amb culte, i el 1957 Sant Vicenç passà al bisbat de Vic.
Del temple romànic, en queda poca cosa, però visible: la façana de ponent, la de migdia, ara dins de l'antic cementiri, on hi ha l'antiga porta d'entrada, així com alguns elements constructius més d'aquests dos murs. L'església fou ampliada entre els segles xvi i xviii i el campanar es va bastir en aquest darrer segle esmentat. A l'interior es conserva un notable retaule barroc.
Tot i que en l'actualitat s'hi celebra culte els dissabtes, diumenges i festius, depenen d'aquesta parròquia les diferents capelles del terme de Bigues (no, en canvi, les de la parròquia de Sant Vicenç de Riells, independent de la de Sant Pere de Bigues, i pertanyent fins i tot a un bisbat diferent). Les capelles adscrites a Sant Pere de Bigues són:
- Sant Ferran de Can Mas de Dalt
- La Mare de Déu del Pilar de Can Masponç
- La Mare de Déu de Montserrat de Can Noguera